# Г'юзвілл (Меріленд)
Г'юзвілл (англ. Hughesville) — переписна місцевість (CDP) в США, в окрузі Чарлз штату Меріленд. Населення — 2438 осіб (2020).

## Географія
Г'юзвілл розташований за координатами 38°32′15″ пн. ш. 76°46′22″ зх. д. / 38.53750° пн. ш. 76.77278° зх. д. (38.537420, -76.772789).  За даними Бюро перепису населення США в 2010 році переписна місцевість мала площу 29,08 км², з яких 28,88 км² — суходіл та 0,20 км² — водойми.

## Демографія
Згідно з переписом 2010 року, у переписній місцевості мешкало 2197 осіб у 714 домогосподарствах у складі 590 родин. Густота населення становила 76 осіб/км².  Було 750 помешкань (26/км²).
Расовий склад населення:
| - 68,5 % — білих - 25,3 % — чорних або афроамериканців - 1,7 % — азіатів - 0,6 % — корінних американців - 0,1 % — вихідців з тихоокеанських островів |

До двох чи більше рас належало 3,4 %. Частка іспаномовних становила 1,7 % від усіх жителів.
За віковим діапазоном населення розподілялося таким чином: 24,1 % — особи молодші 18 років, 65,1 % — особи у віці 18—64 років, 10,8 % — особи у віці 65 років та старші. Медіана віку мешканця становила 42,1 року. На 100 осіб жіночої статі у переписній місцевості припадало 97,0 чоловіків;  на 100 жінок у віці від 18 років та старших — 94,6 чоловіків також старших 18 років.
Середній дохід на одне домашнє господарство  становив 142 449 доларів США (медіана — 137 333), а середній дохід на одну сім'ю — 170 542 долари (медіана — 170 156). За межею бідності перебувало 12,5 % осіб, у тому числі 5,9 % дітей у віці до 18 років та 0,0 % осіб у віці 65 років та старших.
Цивільне працевлаштоване населення становило 1292 особи. Основні галузі зайнятості: освіта, охорона здоров'я та соціальна допомога — 22,4 %, публічна адміністрація — 21,9 %, науковці, спеціалісти, менеджери — 14,4 %, фінанси, страхування та нерухомість — 11,1 %.